# Lingua vano
Il vano o lovono è una lingua diffusa un tempo nella provincia di Temotu, sull'isola di Vanikolo (nei due villaggi di Lale e Lavaka), nelle Isole Salomone. Fa parte della famiglia delle lingue austronesiane.
La lingua è considerata estinta. L'estinzione di tale idioma si deve al fatto che ad esso sono subentrati il pijin e il teanu, attualmente parlati dai 140 abitanti dei due villaggi di contadini e pescatori in cui, un tempo, si parlava il vano. Solo i membri più anziani ricordano alcune parole in vano.